# Facultad de Comunicación (Universidad Pontificia de Salamanca)
La Facultad de Comunicación de la Universidad Pontificia de Salamanca (UPSA) fue creada en el año 1988 de la mano de María Teresa Aubach Guiu, Catedrática de Historia de la Universidad. Anteriormente llamada Facultad de Ciencias de la Información, se convirtió en el primer centro universitario de Castilla y León en el que se impartía la Licenciatura de Periodismo.

## Historia
Desde 1988 hasta 1999, las asignaturas de las distintas licenciaturas (Periodismo desde 1988 y Comunicación Audiovisual y Publicidad y Relaciones Públicas desde 1996) fueron impartidas en la sede central de la Universidad Pontificia de Salamanca, pero a partir del año 2000 pasaron al edificio de nueva creación del campus Francisco Suárez, recientemente denominado Campus Champagnant, situado en la Calle Henry Collet (90-98).
Desde el año 2010, imparte los títulos de grado en Periodismo, Comunicación Audiovisual y Publicidad y Relaciones Públicas. Desde el año 2013, ofrece además el grado en Marketing y Comunicación.

## Másteres y títulos extrauniversitarios
También se ofertan una serie de Cursos de Másteres Universitarios, como son:
- Brand Communications (Comunicaciones Integradas de Marca).[2]
- Comunicación e Información Deportiva.[3]
- Diseño Gráfico y de Interface para nuevos dispositivos[4]

Como Másteres a Título Propio:
- Guion de Ficción para Cine y Televisión.[5]
- Comunicación para la Educación.[6]
- Comunicación Corporativa y Liderazgo.[7]

Como Expertos a Título Propio:
- Comunicación Social[8]